# Desvío Km 9
Km 9 era un desvío ferroviario en el Departamento Deseado, Provincia de Santa Cruz, Argentina, perteneciente al Ferrocarril Patagónico que unía la ciudad de Puerto Deseado con la localidad de Las Heras.
En las cercanías del desvío prevalecen instalaciones castrenses de la base Aeronaval.

## Toponimia
Su nombre deriva del punto kilométrico de 9.12 kilómetros que la separan de la estación matriz. Esta distancia fue simplificada a 9 para su uso facilitado.

## Infraestructura
En 1958 se indicó que su única función era subir y bajar cargas. El informe comunica: Desvío Dirección General de Aviación Naval: "Habilitado únicamente para el recibo y despacho de cargas por vagón completo. Para la ejecución de las tareas de logística el estado planificó el desvío para llevar materiales necesarios. Al ser para un uso particular el desvío fue de carácter provisorio, de tamaño modesto y no figuró en los itinerarios. En cambio, fue descripto como un simple desvío que salía desde estación Puerto Deseado.
Se entiende que el desvío tuvo carácter de ser un pequeño ramal construido en forma tardía por eso su ausencia en los grandes itinerarios de 1930, 1934, 1940 y 1945.
Hoy los restos del desvío se hallan frente a la entrada de Base Aeronaval de Puerto Deseado. Formó parte del Ferrocarril Patagónico, como parte del ramal que iba de Puerto Deseado a Las Heras, inaugurado en el año 1914 y que originalmente estaba planeado para terminar en el Nahuel Huapi.

## Funcionamiento
El análisis de itinerarios de horarios lo largo del tiempo confirman que no fue de importancia o tuvo incorporación tardía. Sin embargo, era de carácter optativo; deteniéndose siempre las formaciones solo si había cargas o pasajeros interesados en este punto. De este análisis, surge que no fue nombrado en los sucesivos documentos: 1920 1928, 1930, 1934, 1936, 1938 y 1940 .
La primera mención oficial a Km 9 en la sección de precauciones permanentes del itinerario de 1946. En el documentó se observó leyenda: "Cambio desvío a Base Aeronaval". Esta advertencia se presentaba en el kilómetro 9.129,12 de la vía e imponía e imponía una velocidad a los vehículos ferroviarios de 5 kilómetros por hora. No se informó el largo del desvío.
El 10 de diciembre de 1948 fue presentado un itinerario que representó el momento de auge del ferrocarril, ya que se mostraron dos servicios de pasajeros y tres de cargas; de las cuales una fue completamente novedosa. En el documento se comenta por primera vez la aparición de los desvíos Km 8, Km 15 y Km 131. Los mismos eran usados por trenes auxiliares que recogían vagones dejados en los desvíos auxiliares por los otros dos servicios de cargas los martes, viernes y domingo desde Km 15 a 12:35 y arribo a Deseado a las 13:05. Al ser estos dos desvíos vitales para el reparto de cargas a Deseado es portable q este desvío halla ayudado a los trenes auxiliares una vez construidos en los años siguientes. Como último dato, en este itinerario se continuó mencionando a Km 9 en la sección de precauciones permanentes como en el itinerario de 1946.
El informe de horarios de noviembre de 1955 no informó de este punto. Sin embargo, mostró al vecino desvío Km 8 como parada no obligatoria de los servicios ferroviarios. El viaje a este punto desde la estación matriz, con la introducción de los ferrobuses, tomaba 16 minutos. Luego, se unía en 20 minutos este punto con Tellier.
La ausencia de este punto en la mayoría de los itinerarios se puede deber a su tardía incorporación y su uso estricto a cargas ejecutadas por operaciones particulares del ejército. El itinerario de 1960 señala a este desvío como un punto a considerar con los mismos datos que en el itinerario de 1948. 

## Historia
En 1940 se comenzó las tratativas para la constitución de una "reserva" de tierras para la instalación de este campo aeronaval, hecho que aprobara la Resolución del Ministerio de Marina del 2 de mayo de 1941. A partir de esa época, la Aviación Naval comienza a operar en el campo. Otro decreto del 25 de enero de 1942, transfiere a la Armada Argentina, 441 hectáreas para la instalación de la futura estación aeronaval. Gracias a la colaboración de la Dirección Nacional de Vialidad, se iniciaron obras de nivelación, desagües pluviales y construcción de las pistas (de tierra) y calles. Esto concuerda con la aparición en el itinerario de 1946. Esto indica que el inicio de construcción del pequeño ramal debió ser en enero de 1942 también. Posteriormente, mediante el decreto del 19 de junio de 1953, se dispuso la utilización conjunta de la Fuerza Aérea Argentina y de la Armada, de esas instalaciones. Los trabajos llevados a cabo por la Aviación Naval tienen su final en 1957; por lo que el desvío se mantuvo activo hasta ese año. En mayo de 1960 el navío de carga de la Armada Argentina “Cabo San Bartolomé” con destino al muelle de Puerto Deseado transportando personal y material de construcción cuyo destino sería la antigua Base Naval Deseado en la Bahía Uruguay, accidente litoral ubicado dentro de la ría Deseado. La misión era construir una rampa en la zona de Caleta Zar para la salida de los hidroaviones. La embarcación trajo a bordo todo lo referente para esa construcción: camiones, el transporte para trasladar los materiales hasta la Bahía Uruguay y herramientas de mano como picos y palas, algún tractor, grúa, etc. Desde el puerto, se transportó toda esa carga por carretera, hasta la zona de operaciones. Ya a principios de 1960 existía presencia militar en esa base naval, había un oficial, dos sargentos, seis soldados y aproximadamente cuarenta colimbas que cumplían con el Servicio Militar.
Posiblemente, volviera a la actividad en 1966 cuando se realizaron obras de ampliación y mejora. Las mismas culminaron el 17 de mayo de 1967. Las mejoras fueron de carácter modesto y dieron solución al problema de las comunicaciones aéreas de la localidad, posibilitando el enlace con el resto del país. En el pequeño aeropuerto llegaron a operar: LADE, Aerolíneas Argentinas, aviones civiles y de la Aviación Naval. Posteriormente, y con el apoyo oficial de la Gobernación y de la Fuerza Aérea Argentina, se han mejorado las pistas e infraestructura en general. Era dependiente de la Base Aeronaval "Almirante Zar".
Una vez finalizadas las obras militares el desvío y todo el material ferroviario fue levantando, quedando poca evidencia de su existencia. 
Actualmente, las instalaciones de la histórica estación aeronaval, se encuentran totalmente en estado de abandono y muchas destruidas.

El lugar donde estuvo el desvío, aunque sin ser usado, fue paso de un paseo turístico que le volvió a dar vida a las vías del ferrocarril. Las reparaciones habrían permitido que una dresina pudiera circular por las vías del tramo Deseado - Tellier. El viaje estuvo a cargo de la asociación 20 de Septiembre y en 2013 transportó en sus recorridos al entonces gobernador Daniel Peralta. En 2016 se anunciaba que el museo de la estación abría de 9 a 12 hs y de 16 a 19. Además, por la tarde también se realizaba un paseo en zorra hacia estación Tellier que tuvo un valor de $50. Los viajes se ejecutaban para los sábados y fueron promocionados por la página municipal. Notoriamente, solo se llegó a solicitar la compra de algún artículo de la asociación ferroviaria para poder pasear en el vehículo ferroviario. El viaje dejó de ser anunciado por la asociación y la municipalidad desde entonces. Esto sugeriría su suspensión.

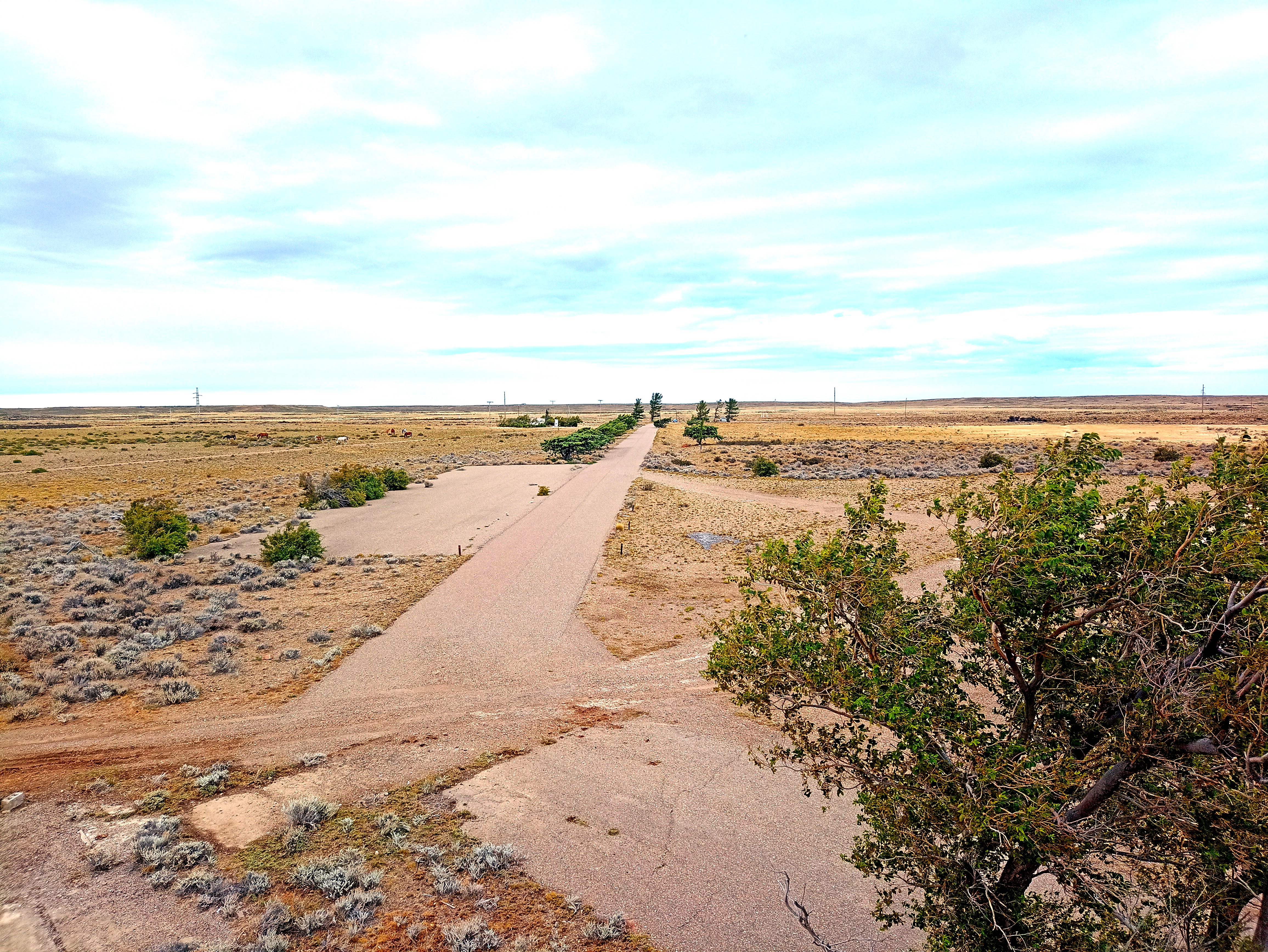
Calle de acceso a la base aeronaval apuntado hacia las vías del ferrocarril.
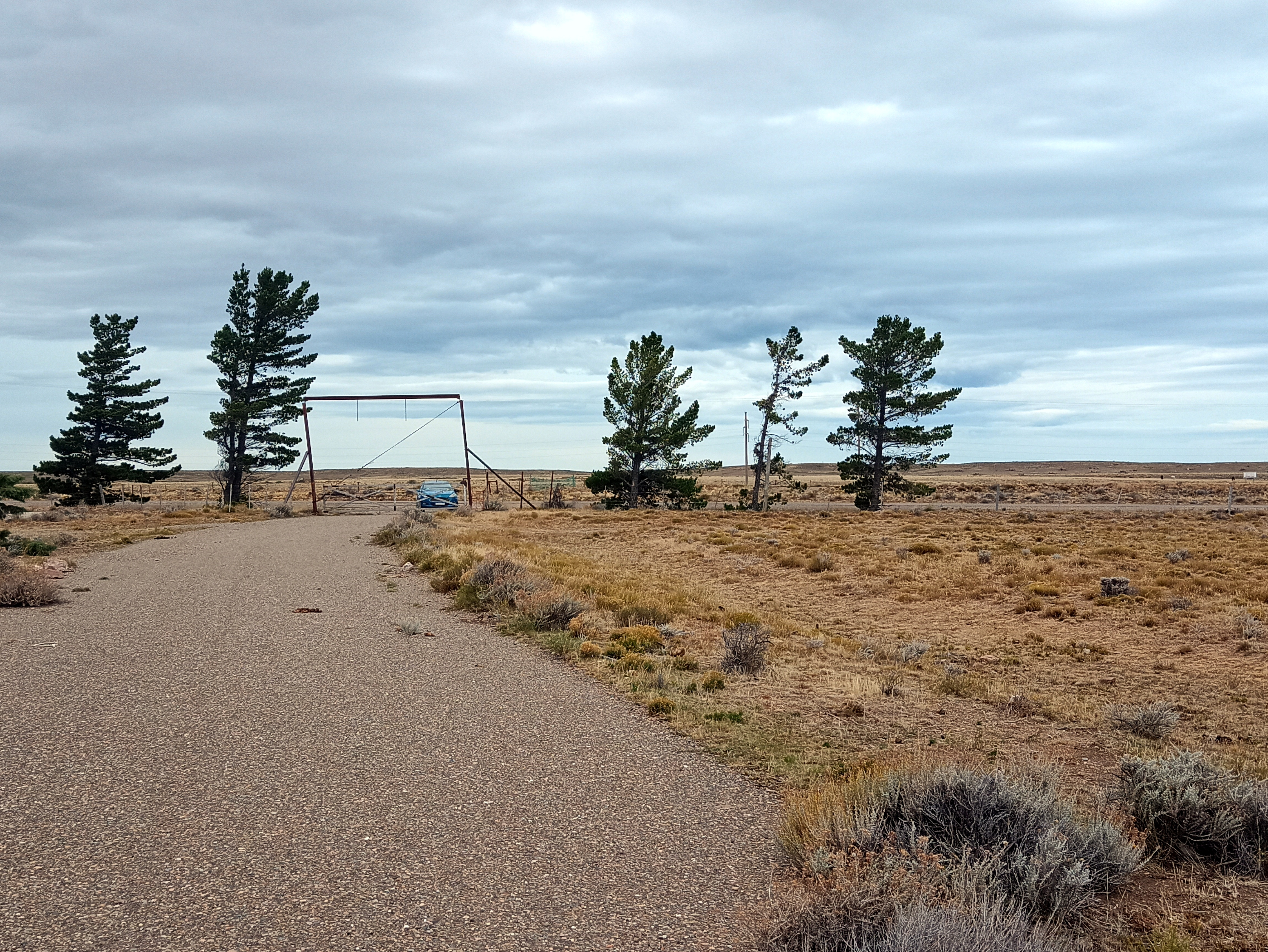
Portal de acceso a la base mirando hacia las vías.
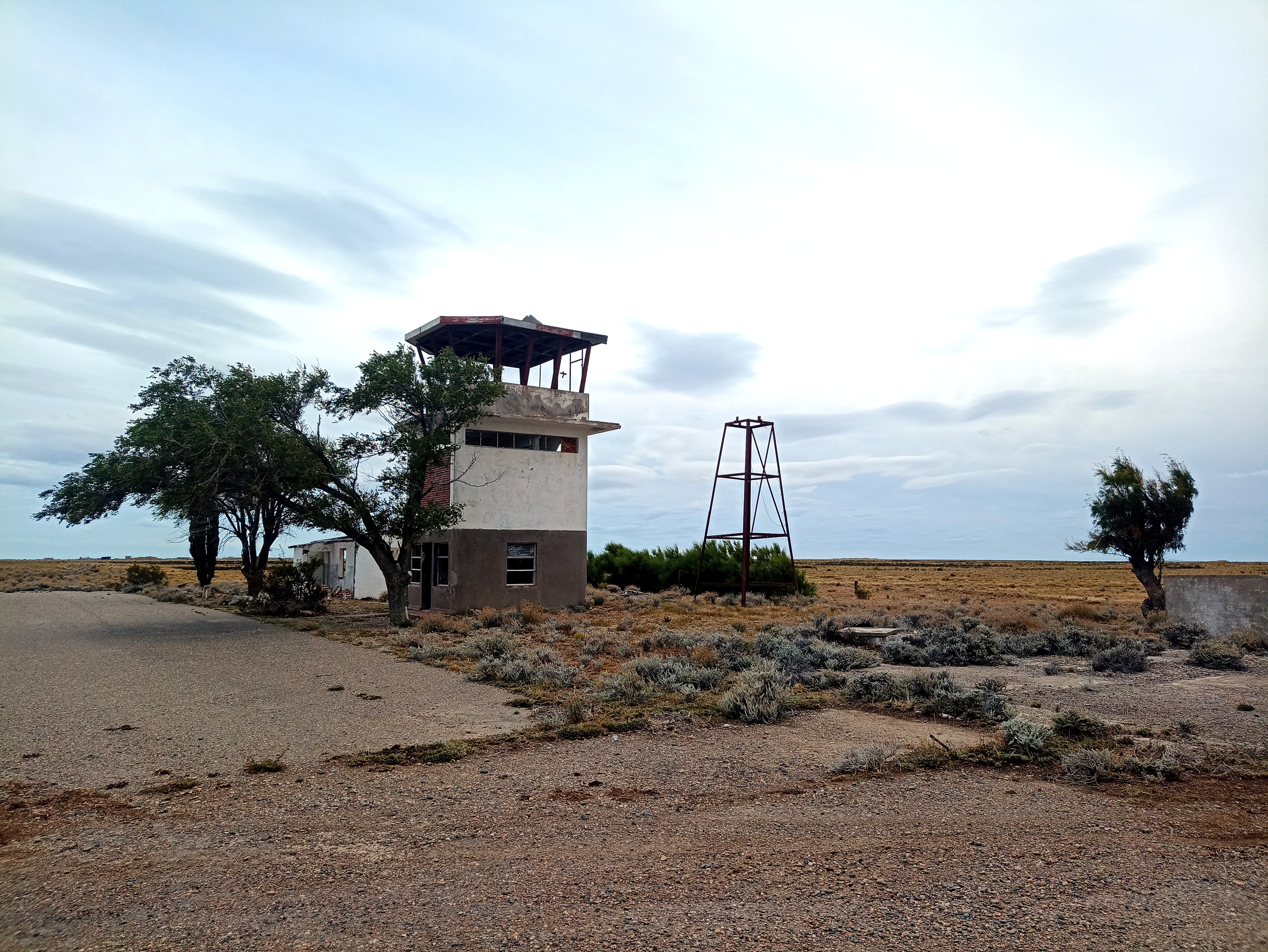
Instalaciones abandonadas de la ex base Aeronaval.